# James Brown (Maler)
James Brown (* 26. Oktober 1951 in Los Angeles; † 22. Februar 2020) war ein US-amerikanischer Maler, Bildhauer und Graphiker.

## Leben
Brown besuchte nach Abschluss des Colleges die Ècole nationale supérieure des Beaux-Arts in Paris. Den dortigen Lehrbetrieb lehnte er ab und begeisterte sich vielmehr für die Werke älterer Kunst, wie die der Gotik und der Renaissance, die er auf Reisen durch Italien und andere europäische Länder kennenlernte. Zusammen mit den Künstlern Jean-Michel Basquiat, Keith Haring und Donald Baechler stellte er 1983 erstmals in der Galerie Tony Shafrazi in New York Arbeiten aus. Es folgten zahlreiche Ausstellungen in der Leo Castelli Gallery, der Gagosian Gallery, der Pace Gallery sowie in der Galerie von Lucio Amelio in Neapel.
Nachdem Brown mehrere Jahre abwechselnd sowohl in New York, als auch in Paris verbrachte, zog er 1995 mit seiner Familie nach Mexiko, wo er mit seiner Frau gemeinsame Projekte zu realisieren begann. Zunächst entwarfen und stellten sie Teppiche her, danach in traditionellen mexikanischen Produktionsverfahren Künstlerbücher. Er starb bei einem Autounfall in Mexiko.

## Werk
Das malerische Werk Browns verbindet gestische Abstraktion mit figürlichen Bildzeichen, wobei er Einflüsse regionaler Volks- und Stammeskunst mit Elementen der Klassischen Moderne verbindet. In seinen Zeichnungen und Gouachen entwickelt Brown biomorphe Formen, wobei er Strukturen umsetzt, die er in der Natur aufgefundenen hat. Ab 1990 ist die Collage ein weiteres bedeutendes Ausdrucksmittel. 1995 widmete die Galleria Civica di Arte Contemporanea in Trient Brown eine umfangreiche Retrospektive.

## Werke
- 1983: Hula Rattles, Öl auf Leinwand, 243 × 180 cm, Privatsammlung, Neapel
- 1983: Neapolitan tryptich, Lack auf drei Leinwänden, je 270 × 200 cm, Sammlung „Terrae Motus“, Reggia di Caserta, Neapel
- 1994: The Fasscination with Natural History, Aquarell, Collage auf Leinen, 88,8 × 58 cm, Sammlung Bernd und Verena Klüser München
- 1994: The Fasscination with Natural History, Aquarell, Collage auf Leinen, 87,5 × 59,8 cm, Sammlung Bernd und Verena Klüser, München